# Brian Tichy

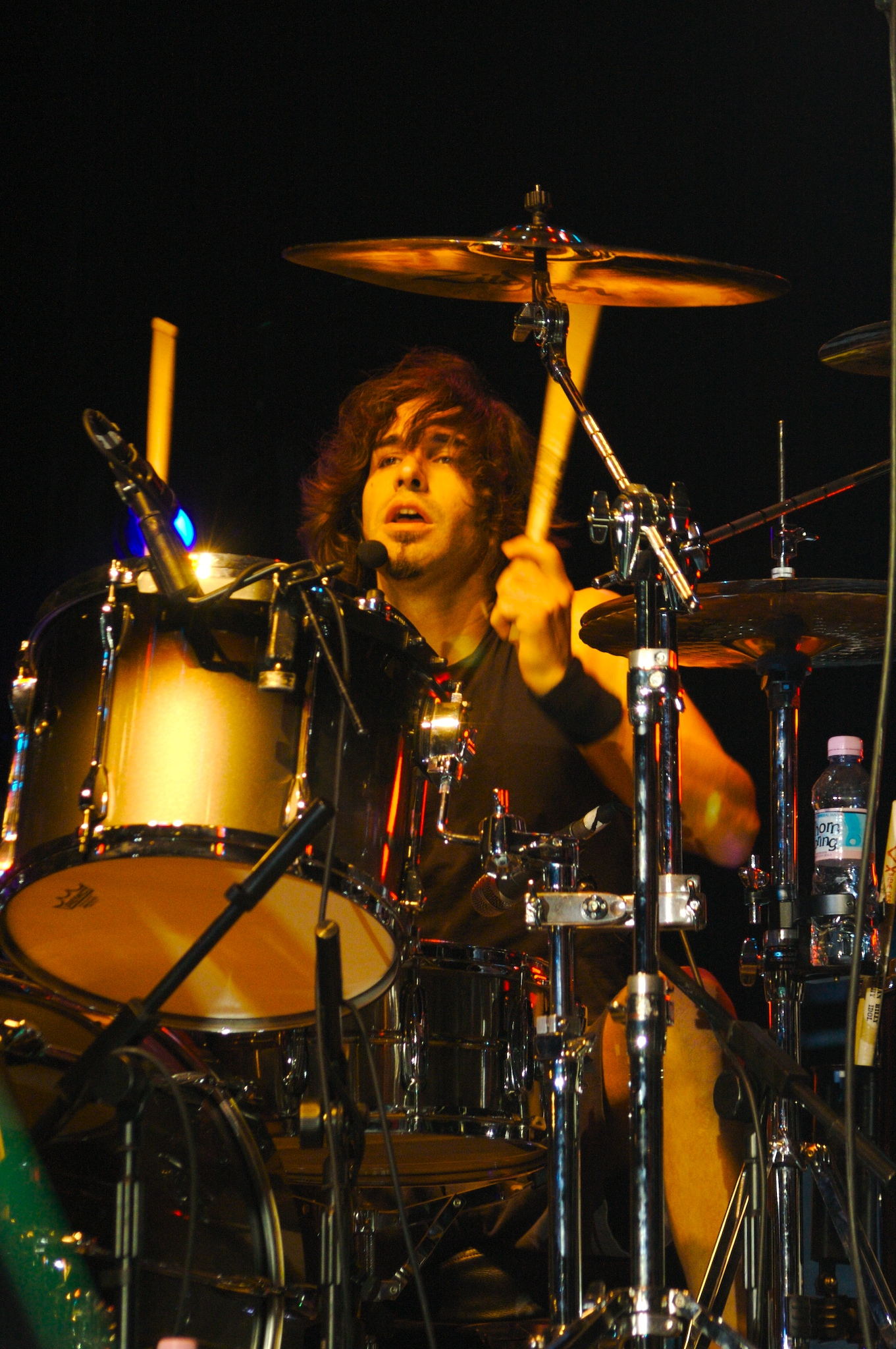
Brian Tichy (2006)

Brian Thomas Tichy (* 18. August 1968 in Denville, New Jersey) ist ein US-amerikanischer Musiker und Songwriter. Sein Hauptinstrument ist das Schlagzeug, er spielt jedoch auch Gitarre und singt. Größere Bekanntheit erreichte er 2010 bis 2013 als Schlagzeuger von Whitesnake, vorher gehörte er zur Band von Billy Idol und spielte für Foreigner und Ozzy Osbourne. Heute (Stand 2014) ist er Gitarrist seiner eigenen Band S.U.N., zu der auch die kanadische Sängerin Sass Jordan gehört.

## Karriere
Tichy begann im Alter von acht Jahren mit dem Schlagzeugspiel, als er 12 Jahre alt war erlernte er zusätzlich das Gitarrenspiel. Von 1986 bis 1990 besuchte er das Berklee College of Music. Nach dem Abschluss war er Touring-Drummer zahlreicher bekannter Künstler, darunter Billy Idol, Ozzy Osbourne, Seether, Velvet Revolver, Foreigner, Pride & Glory, Glenn Hughes, Slash’s Snakepit und zuletzt Whitesnake.
Für Billy Idol arbeitete er ab 2001, ab 2004 auch als Songwriter. Aus dieser Zusammenarbeit resultierte das im März 2005 erschienene Album Devil’s Playground, das insgesamt acht von Idol und Tichy verfasste Lieder enthielt. Während der Arbeiten an weiteren Titeln, die auf dem nächsten Studioalbum Idols erscheinen sollten, nahmen die beiden Künstler ein Musikalbum mit Weihnachtsliedern auf. Tichy spielte für dieses Album alle Instrumente mit Ausnahme der Keyboards (diese wurden von Derek Sherinian gespielt) und übernahm die Aufgaben des Toningenieurs sowie des Co-Produzenten. Happy Holidays, so der Titel des Albums, erschien im November 2006.
Der Schlagzeuger spielte wiederholt für Foreigner, seine erste Zeit in der Band dauerte von 1998 bis 2000. 2007 ersetzte er zeitweise Jason Bonham in der Band, der er von 2008 bis 2010 erneut angehörte. In dieser Zeit nahm er mit der Gruppe das Album Can’t Slow Down auf. 2011 sprang er für ein Konzert der Band als Ersatz des etatmäßigen Schlagzeugers, Mark Schulman, als dessen Vater gestorben war. Zuletzt spielte er im August 2012 als Ersatz für den nun ausgeschiedenen Schulman mit der Gruppe.
Am 18. Juni 2010 wurde die Verpflichtung Tichys als neuer Schlagzeuger der Band Whitesnake bekannt gegeben. Er verließ die Band im Januar 2013, um sich stärker für seine eigene Band S.U.N. engagieren zu können. Daneben nahm Tichy an einem weiteren Bandprojekt teil, das unter dem Namen “Sweet & Lynch” an einem Album arbeitete. Zu dieser Gruppe gehören neben Tichy der Gitarrist George Lynch (T&N, Dokken, Lynch Mob), Sänger Michael Sweet (Stryper) sowie der Bassist James LoMenzo (Megadeth, White Lion, Black Label Society).

## Diskografie (Auszug)
- Sass Jordan – Rats (1999)
- Slash’s Snakepit – It’s Five O’Clock Somewhere (1995)
- Vinnie Moore – Out Of Nowhere (1996)
- Nicklebag – 12 Hits and a Bump (1996)
- Gilby Clarke – Rubber (1998)
- Pride & Glory – Spitfire (1999)
- Gilby Clarke – Swag (2002)
- Derek Sherinian – Black Utopia (2003)
- Tak Matsumoto Group – TMG I (2004)
- Billy Idol – Devil’s Playground (2005)
- Billy Idol – Idolize Yourself – The Very Best Of (2008)
- Foreigner – No End in Sight (2008)
- Foreigner – Can’t Slow Down (2009)
- Ace Frehley – Anomaly (2009)
- Marya Roxx – Payback Time (2010)
- Michael Schenker – Temple of Rock (2011) (Auf diesem Album spielt Tichy als Gastmusiker das Schlagzeug nur im Lied „Before the Devil Knows You´re Dead“)
- Whitesnake – Forevermore (2011)
- T&N – Slave to the Empire (2012)
- S.U.N. – Something Unto Nothing (2012)
- Sweet & Lynch – Only to Rise (2015)
- Michael Schenker Group/MSG – Immortal (2021) (Auf diesem Album von Michael Schenker spielt Tichy als Gastmusiker das Schlagzeug in vier Liedern)
- Michael Schenker Group/MSG – Universal (2022) (Auf diesem Album von Michael Schenker spielt Tichy als Gastmusiker das Schlagzeug lediglich in drei Titel)
- Michael Schenker – My Years with UFO (2024)